# Nadine Julitz
Nadine Julitz (* 4. Juli 1990 in Waren (Müritz)) ist eine deutsche Politikwissenschaftlerin und Politikerin (SPD). Seit 2016 ist sie Mitglied im Landtag Mecklenburg-Vorpommern.

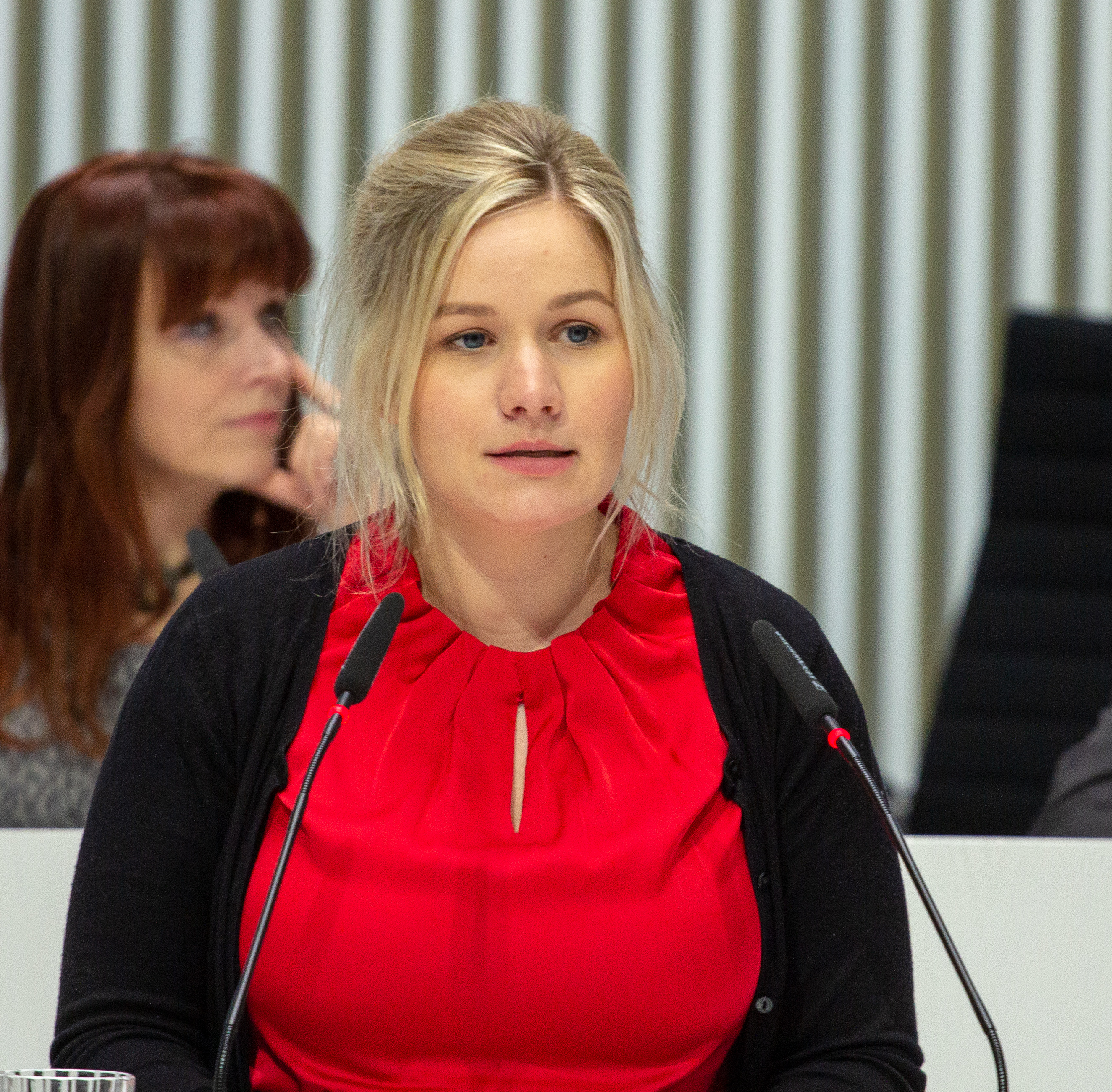
Julitz im Plenum des Landtages, 2019

## Leben
Nach dem Abitur 2009 am Richard-Wossidlo-Gymnasium in Waren nahm Julitz ein Studium der Politikwissenschaften und des Öffentlichen Rechts an der Universität Rostock auf, das sie 2013 mit dem Bachelor of Arts abschloss. Im Anschluss folgte eine Tätigkeit als Sachbearbeiterin in der Ausländerbehörde des Landkreises Mecklenburgische Seenplatte. Gleichzeitig wirkte sie als wissenschaftliche Mitarbeiterin der Bundestagsabgeordneten Jeannine Pflugradt.
Nadine Julitz lebt mit ihrem Mann in Waren und ist Mutter zweier Töchter. Dafür, dass Nadine Julitz im April 2019 ihre kleine Tochter in den Landtag mitnahm, wurde sie von der vormaligen AfD-Abgeordneten Christel Weißig (Freie Wähler) scharf attackiert. Julitz verteidigte dies mit dem Hinweis, als Mutter Politik zu machen. Der Landtag von Mecklenburg-Vorpommern hat keine Kinderbetreuung, was nach ihren Worten junge Eltern davon abhält, sich politisch zu engagieren.

## Politik
Julitz trat 2011 in die Sozialdemokratische Partei Deutschlands (SPD) ein. Sie war von 2011 bis 2014 Vorstandsmitglied und von 2014 bis 2016 stellvertretende Vorsitzende des SPD-Ortsvereins Waren. 2016 wurde sie zur Vorsitzenden des Ortsverbandes gewählt. Seit 2015 ist sie Vorstandsmitglied des SPD-Kreisverbandes Mecklenburgische Seenplatte und seit 2019 stellvertretende Landesvorsitzende der SPD Mecklenburg-Vorpommern.
Bei den Kommunalwahlen in Mecklenburg-Vorpommern 2014 wurde Julitz in die Warener Stadtvertretung gewählt. Sie wurde 2015 Vorsitzende des Kultur-, Sozial- und Bildungsausschusses und im Juni 2016 Erste stellvertretende Stadtpräsidentin der Stadt Waren (Müritz). 2019 erfolgte ihre Wahl in den Kreistag der Mecklenburgischen Seenplatte. Bei der Landtagswahl im September 2016 wurde sie als Direktkandidatin der SPD über den Wahlkreis 20 (Mecklenburgische Seenplatte III) in den Landtag von Mecklenburg-Vorpommern gewählt. Das Direktmandat gewann sie mit 30,2 % der Erststimmen.
Bei der Landtagswahl in Mecklenburg-Vorpommern 2021 verteidigte Nadine Julitz ihr Direktmandat, wobei ihr Erststimmenanteil auf 35,5 % stieg. Sie ist stellvertretende Fraktionsvorsitzende, Sprecherin für Berufliche Bildung, politische Bildung, Medien und Medienkompetenz Europapolitik sowie Mitglied im Bildungsausschuss.
Neben ihrer beruflichen und politischen Tätigkeit ist Julitz unter anderem Mitglied der Arbeiterwohlfahrt und der Initiative Müritz hilft.